# No. 312 Squadron RAF
| 312. Jagdstaffel der RAF              | 312. Jagdstaffel der RAF                     |
| ------------------------------------- | -------------------------------------------- |
| 312. československá stíhací peruť RAF |                                              |
| № 312 (Czechoslovak) Fighter Squadron |                                              |
|                                       |                                              |
| Motto:                                | Non multi sed multa Nicht viele, aber vieles |
| Code:                                 | DU                                           |
| Entstanden:                           | 5. September 1940, Duxford                   |
| Aufgelöst                             | 22. September 1945, České Budějovice         |

Die 312. Jagdstaffel war einer der vier RAF-Luftverbänden der tschechoslowakischen Exilarmee, die als Einheiten der Royal Air Force (RAF) an den Kämpfen der britischen Luftwaffe während des Zweiten Weltkriegs in Europa teilnahmen. Die Staffel leistete einen bedeutenden Beitrag in der Luftschlacht um England.

## Geschichte
Die 312. Jagdstaffel war die dritte aller tschechoslowakischen Staffeln der Royal Air Force, die sich im Vereinigten Königreich formierte und an den Kämpfen teilgenommen hatte. Sie entstand am 29. August 1940 in RAF Duxford, Cambridgeshire, aus Angehörigen der tschechoslowakischen Luftwaffe, die nach der Besetzung ihres Landes durch die Wehrmacht nach Frankreich flohen und dort Dienst taten. Nach dem Zusammenbruch Frankreichs kamen sie schließlich nach England.
Die Einheit wurde nach RAF Speke-Airport in der Nähe von Liverpool befördert, um das Gebiet Merseyside und somit auch Liverpool zu verteidigen. Die Flotte bestand aus Flugzeugen des Baumusters Hawker Hurricane. Nach einigen Standortwechseln wie nach RAF Valley und Südwest-England fiel der Staffel ab Juni 1943 die Aufgabe zu, die Orkney-Inseln zu verteidigen. Im September 1943 wurden die Staffeln in die 84. Gruppe der 2. Taktischen Luftflotte (2nd Tactical Air Force – TAF) eingegliedert, um an der geplanten Operation Overlord – an der Invasion in der Normandie – teilzunehmen, und flog Einsätze über Nordfrankreich. Sie blieb bis zum Kriegsende in Ostengland stationiert und begleitete Bombereinsätze.
Während dieser Einsätze wurden 14 feindliche Flugzeuge vernichtet, neun weitere wahrscheinlich, und 16 Flugzeuge beschädigt.
Im August 1945 wurde die Staffel in die Tschechoslowakei überführt, um sich beim Aufbau der neuen Luftstreitkräfte des Landes zu beteiligen. Am 15. Februar 1946 wurde sie offiziell als eine Einheit der Royal Air Force aufgelöst.

## Übersichten

### Stützpunkte
Die 312. Staffel flog ihre Einsätze aus folgenden Stützpunkten:
- Duxford, Cambridgeshire, 29/08/40
- Speke, Lancashire, 26/09/40
- Valley, Anglesey, 03/03/41
- Jurby, Isle of Man, 25/04/41
- Kenley, Surrey, 29/05/41
- Martlesham Heath, Suffolk, 20/07/41
- Ayr, Ayrshire, 19/08/41
- Fairwood Common, Glamorganshire, 01/01/42
- Angle, Pembrokeshire, 24/01/42
- Fairwood Common, Glamorganshire, 18/04/42
- Warmwell, Dorset, 20/04/42
- Harrowbeer, Devon, 02/05/42
- Warmwell, Dorset, 19/05/42
- Harrowbeer, Devon, 31/05/42
- Redhill, Surrey, 01/07/42
- Harrowbeer, Devon, 08/07/42
- Redhill, Surrey, 16/08/42
- Harrowbeer, Devon, 20/08/42
- Church Stanton, Somerset, 10/10/42
- Warmwell, Dorset, 20/02/43
- Church Stanton, Somerset, 14/03/43
- Skeabrae, Orkney, 24/06/43
- Ibsley, Hampshire, 21/09/43
- Llanbedr, Merioneth, 02/12/43
- Ibsley, Hampshire, 18/12/43
- Mendlesham, Suffolk, 19/02/44
- Appledram, Sussex, 04/04/44
- Tangmere, Sussex, 22/06/44
- Lympne, Kent, 04/07/44
- Coltishall, Norfolk, 11/07/44
- North Weald, Essex, 27/08/44
- Bradwell Bay, Essex, 03/10/44
- Manston, Kent, 27/02/45

Am 8. September wurde die Staffel in die Tschechoslowakei verlegt und wurde zunächst in Praha-Ruzyně stationiert (offiziell ab 13. August 1945), ab dem 22. September 1945 in České Budějovice.

### Flugzeuge
Die Staffel wurde mit verschiedenen Typen der Jagdflugzeuge Hawker Hurricane und Supermarine Spitfire ausgestattet:
- Hawker Hurricane I, IIB, IIA
- Supermarine Spitfire IIB, VB, VC, LF IXC, LF IXE, HF IX, F IX, LF IXE

### Personal und Verluste
Von den 11 Kommandeuren der 312. Staffel waren einer Brite, von den 12 Kommandeuren des Schwarms A waren zwei Briten und von den 16 Kommandeuren des Schwarms B waren zwei Briten. In der 312. Staffel dienten während des Zweiten Weltkrieges 141 Piloten, außer den Tschechoslowaken auch 8 Briten und ein US-Amerikaner. Die Verluste am Personal der 312. Staffel der RAF während des Krieges betrugen 17 Personen.
Kommandanten der Gesamtstaffel
| Jan Ambrus       | 12.09.1940 – 12.12.1940 |
| Frank H. Tyson * | 05.09.1940 – 01.04.1941 |
| Evžen Čížek      | 12.12.1940 – 27.05.1941 |
| Jan Klan         | 27.05.1941 – 05.06.1941 |
| Alois Vašátko    | 05.06.1941 – 03.05.1942 |
| Jan Čermák       | 03.05.1942 – 01.01.1943 |
| Tomáš Vybíral    | 01.01.1943 – 01.11.1943 |
| František Vancl  | 01.11.1943 – 15.05.1944 |
| Jaroslav Hlado   | 15.05.1944 – 15.11.1944 |
| Václav Slouf     | 15.11.1944 – 19.04.1945 |
| Hugo Hrbacek     | 19.04.1945 – ČSR        |

Kommandanten des Schwarms "A"
| Josef Duda              | 05.09.1940 – 17.11.1940 |
| Harry A. G. Comerford * | 30.09.1940 – 15.11.1940 |
| Jan Klan                | 17.11.1940 – 27.05.1941 |
| Charles A. Cooke *      | 01.12.1940 – 28.05.194  |
| Josef Jaske             | 27.05.1941 – 20.07.1941 |
| Jan Čermák              | 21.07.1941 – 03.05.1942 |
| Viktor Kaslik           | 03.05.1942 – 01.02.1943 |
| Karel Kasal             | 01.02.1943 – 10.06.1944 |
| Josef Keprt             | 10.06.1944 – 01.10.1944 |
| Václav Slouf            | 01.10.1944 – 15.11.1944 |
| Karel Posta             | 15.11.1944 – 17.02.1945 |
| Antonín Dvořák          | 17.02.1945 – ČSR        |

Kommandanten des Schwarms "B"
| Alois Hlobil       | 05.09.1940 – 17.11.1940 |
| Dennys E. Gillam * | 06.09.1940 – 01.12.1940 |
| Alois Vašátko      | 17.11.1940 – 05.06.1941 |
| A. M. Dawbam *     | 01.12.1940 – 10.04.1941 |
| Tomáš Vybíral      | 05.06.1941 – 19.06.1942 |
| Karel Kasal        | 19.06.1941 – 25.08.1942 |
| Adolf Vrána        | 25.08.1942 – 29.09.1942 |
| Karel Kasal        | 29.09.1942 – 15.11.1942 |
| Tomáš Vybíral      | 15.11.1942 – 01.01.1943 |
| Adolf Vrána        | 01.01.1943 – 01.06.1943 |
| Viktor Kaslik      | 01.06.1943 – 01.07.1943 |
| Václav Slouf       | 01.07.1943 – 01.02.1944 |
| Vojtěch Smolík     | 01.02.1944 – 11.07.1944 |
| Otto Smik          | 11.07.1944 – 03.09.1944 |
| Jaroslav Sodek     | 03.09.1944 – 01.02.1945 |
| Josef Pipa         | 01.02.1945 – ČSR        |